# Laurent Duhan
Laurent Duhan, est un philosophe français, né à Chartres vers 1656 et mort à Verdun le 16 décembre 1726.
Licencié en théologie, membre associé (socius) de la Sorbonne où il enseigna la philosophie pendant plus de 30 ans au Collège du Plessis.
Peu de temps avant sa mort, il avait été nommé évêque de Québec, mais il n'eut pas le temps de prendre possession de sa charge.
Il est l'auteur d'un livre célèbre de son temps, Philosophus in utramque partem, où, à la manière des sophistes présocratiques, il y soutient le pour et le contre dans de nombreuses questions de l'ancienne philosophie.

## Les diverses éditions duPhilosophus in utramque partem
Philosophus in utramque partem, sive selectae et limatae difficultates in utramque partem, cum responsionibus ad usum scholae.
Nous donnons ici la liste établie par Jacob Schmutz dans le "Scholasticon", qui indique le lieu d'édition, le nom de l'éditeur, la date ainsi que les bibliothèques contemporaines où l'ouvrage peut être consulté.
- [1.1.] Paris, Veuve C. Thiboust et P. Esclassan, 1694 [München UB; Paris BNF; Regensburg UB].
- [1.2.] Paris, Veuve C. Thiboust et P. Esclassan, 1697 [Paris BSG, BNF; Roma BNC].
- [1.3.] Paris, Thibault, 1699 [Paris CSèv 30485].
- [1.4.] Paris, Guillaume Van Dievoet dit Vandive, 1704 [Rennes BU].
- [1.5.] Paris, Nicolas Simart, 1708 [Bamberg UB/SB; Paris CSèv P258/7; Trier StB].
- [1.6.] Paris, Sumptibus Societatis, 1711 [Biella BSem; Paris BSG, BNF].
- [1.7.] Paris, Nicolas Simart, 1714 [Madrid *BNE 3/38642; Paris BNF, CSèv P258/8].
- [1.8.] Paris, sumptibus Status, 1715 [Mondovi BCat; München BSB, UB ; Münster UB; Paris CSèv P258/11].
- [1.9.] Paris, sumptibus Societatis, 1723 [Paris BSG, BNF].
- [1.10.] Bruxelles, t'Serstevens, 1724 [Köln USB].
- [1.11.] Paris, 1726 [Mainz StB; München BSB, UB; Neuburg SB].
- [1.12.] Paris, Sumptibus Societatis, 1728 [Paris BSG; Villareal BM].
- [1.13.] Paris, Sumptibus Societatis, 1731 [Crescentino BC; Sassari BU].
- [1.14.] Paris, Jacques Clousier, 1733 [Ciudadela BP; Granada SJ; Paris BNF, CSèv P258/9].
- [1.15.] Paris, Sumptibus Societatis, 1747 [Burgo de Osma BCat; Murcia OFM; Paris CSèv P258/10; Torino BCTeol].
- [1.16.] Nürnberg, Georg Lochner, 1753 [Viterbo BC].
- [1.17.] Venezia, Lorenzo Baseggio, 1761 [Augsburg UB; Bamberg UB/StB; Olot BMV; Ravenna BC].
- [1.18.] Venezia, Lorenzo Baseggio, 1768 [Ciudadela BP; Granada SJ; Guadalupe BMon; Madrid UPC; Murcia OFM; Poblet BMon].